# Bernhard Murg
Bernhard Murg (* 16. Februar 1969 in Graz) ist ein österreichischer Kabarettist, Schauspieler und Regisseur.

## Leben
Bernhard Murg erhielt seine Schauspielausbildung am Konservatorium der Stadt Wien.
Er ist dem deutschsprachigen Publikum nicht nur durch seine zahlreichen Film- und Fernsehproduktionen, sondern auch als langjähriges Ensemblemitglied des Kabarett Simpl bekannt. Seit Oktober 2014 ist er an der Seite von Michael Niavarani in Die unglaubliche Tragödie von Richard III im Globe Wien zu sehen.
2022 feierte er mit dem Kabarettprogramm Bis einer weint gemeinsam mit Stefano Bernardin Premiere.

## Theaterproduktionen
- Die unglaubliche Tragödie von Richard III: Dighton, (Globe Wien)
- Das perfekte Desaster Dinner, Robert, (Sommerfestspiele Berndorf)
- Lasst euch gehen!, 100 Jahre Simpl, Unter dem Teppich, Nach der Krise, Ich bin viele, Ein großes Gwirks, Kein schöner Land, Zwischen allen Stühlen, Welttag der Nudelsuppe, Mitten am Rand, Hätti Wari Wäri, Auf der Schaufel, Bla bla bla, Gierig & Co., Die Wurzel aus 2001, Zeit der Dummheit, Schnitzelland ist abgebrannt, Lavendlfrau im Internet, (Kabarett Simpl)
- Die Abenteuer des braven Soldaten Schwejk, Swoboda/Baloun
- Das bezaubernde Fräulein, Chauffeur
- Der Floh im Ohr, Etienne
- News, Sheriff Hartmann
- Eine Woche voller Samstage, Herr Taschenbier
- Don Quichotte, Pfarrer
- Der Bauer als Millionär, Wurzel
- Lauf doch nicht immer weg, Lionel Toop
- Dame in Blau - 1912, Paul Rothstein
- Der Widerspenstigen Zähmung, Grumio
- Der Verschwender, Johann
- Das tapfere Schneiderlein, König
- Die Schule der Frauen, Notar
- Ollapotrida, Henninger
- Kasperl am elektrischen Stuhl, Gislher
- Der Menschenfeind, Oronte
- Der Florentinerhut, Tardivau
- Ein Sommernachtstraum, Thomas Funkel (Wand)
- Frühlings Erwachen, Hänschen Rilow
- Keine Leiche ohne Lilli, Alois 1
- Wohnung zu vermieten, Dumont
- Awertschenko, Direktor
- Reset – alles auf Anfang, Herbert

## Film/TV
- Seit September 2022: Gute Nacht Österreich, Außenreporter Walter Pflanzl
- 2021: Letzter Gipfel (Fernsehfilm)
- 2008: Ex - eine romantische Komödie, Mark (Hauptrolle), mit Michael Niavarani
- 2007: Der Winzerkönig, Maturakommissionsvorsitzender
- 2007: SOKO Donau, Armin Mangold
- 2007: Mitten im Achten, Zahnarzt
- 2005: SOKO Donau, Ladenbesitzer
- 2002, 2003, 2007: Der Keller, Filmfest, Marek (Der Bullige)
- 2002: Julia - eine ungewöhnliche Frau, Polizist
- 2001: Herzensfeinde, Dr. Gucci
- 2001: Trautmann II, Schlosser
- 2000: Dolce Vita & Co, Kredithai
- 1999: Kaisermühlen Blues, Kredithai
- 1999: Kommissar Rex, Felix Lenz
- 1996: Fröhlich geschieden, Polizist
- 1991–1993: Die liebe Familie, diverse Episodenrollen

## Hörfunk
- ab 1996: Der Guglhupf, ORF, Ö1

## Regie
- 2014: Thomas Mraz – Apres Ski: Ruhe da oben!, Stadtsaal (Wien)
- 2014: Peter Klien – Offline
- 2014: Tricky Niki – Partnertausch
- 2013: Andy Woerz – Spielt sich
- 2012: Harry Lucas – Fantastische Kopfspiele, Kabarett Simpl
- 2012: Steinböck und Strobl – Tralala
- 2011: Dornrosen – Volle Kanne
- 2011: Tricky Niki – Magic Entertainment
- 2010: Dornrosen – Knecht Ruprechts Töchter – das Weihnachtsprogramm
- 2010: Magic Mushrooms – Täuschungsmanöver, Kabarett Simpl
- 2009: Dornrosen – Furchtbar Fruchtbar (Musikkabarett)
- 2009: Magic Mushrooms – Die Show, Kabarett Simpl
- 2007: Buchgraber & Brandl – Schuss damit
- 2006: Tricky Niki und Harry Lucas – Nur über meine Leiche, Kabarett Simpl
- 2000: Notausklang (Musik-Comedy), Vocallegro
- 1998: Pension Schöller, Sommertheater Graz